# Manastir Krupa
Manastir Krupa, to jest Manastir i crkva Uspenja Bogorodice je manastir Srpske pravoslavne crkve na području istoimenog naselja, uz desnu obalu rijeke Krupe. Smatra se da potječe iz razdoblja između 14. i 17. stoljeća. Upisan je u Registar kulturnih dobara Republike Hrvatske kao zaštićeno kulturno dobro pod rednim brojem Z-1220. 
Sastoji se od manastirskih zgrada, unutrašnjeg dvorišta okruženog trijemom sa tri strane, te crkve. Glavno vanjsko pročelje krasi dvanaest prozorskih osi neogotičkih stilskih odlika. Crkva ima osnovni oblik upisanog grčkog križa s kupolom na sredini i polukružnom apsidom. Unutrašnjost je ukrašena freskama majstora Georgija Mitrofanovića s početka XVII.st., a pred oltarom se nalazi ikonostas iz XVIII.st. U sklopu manastira je uređena riznica.
Najstariji dokumenti o njegovom postojanju potječu iz razdoblja ranog novog vijeka. Manastir je najvjerojatnije nastao na prvobitnom srednjovjekovnom lokalitetu, no ne može se potvrditi da je kontinuirano korišten kao kršćanska sakralna građevina od izgradnje do današnjeg dana, ponajviše zbog osmanskog osvajanja i velike promjene stanovništva koja se događala tijekom 16. i 17. stoljeća.
Svoj sadašnji izgled dobio je 1855. godine, kada je provedena značajna obnova uz financijsku podršku Austrije, Rusije i Srbije. Manastir je kroz povijest pretrpio višestruka uništenja i obnove, s čak tri ozbiljna oštećenja tijekom 20. stoljeća. Za vrijeme Drugog svjetskog rata, manastir je izgorio, nakon čega je bio oštećen u potresu. Tijekom Domovinskog rata, manastir je također pretrpio devastaciju i manja oštećenja, te je neko vrijeme ostao napušten.
Danas je potpuno obnovljen i smatra se jednim od tri najvažnija duhovna pravoslavna središta u Dalmaciji, uz manastire Krka i Dragović. U neposrednoj blizini manastira prostire se veće groblje na kojem se pokopavaju stanovnici sela Krupa i Golubić, dok se unutar manastirskog kompleksa nalazi manje groblje na kojem su sahranjeni kaluđeri.
U srpskoj historiografiji i publicistici raširena je teza da je manastir sagrađen u vrijeme srpskog kralja Milutina, 1317. godine. Ovu tezu je u historiografiju uveo Nikodim Milaš u svojoj knjizi Pravoslavna Dalmacija, a kao izvore naveo izgledno nepostojeće dokumente, te podatke iz navodno napisanog, ali kasnije izgubljenog Končarevićevog "Ljetopisa građanskih i crkvenih događaja" s opisom srpske i pravoslavne povijesti u Dalmaciji do 1754. godine. Knjiga Pravoslavna Dalmacija je napisana uz potpunu odsutnost znanstvenih metoda i uz zlonamjerno i politički promišljeno iskrivljavanje povijesnih činjenica uz ogromnu količinu laži, uvreda i besmislica. Eparhija dalmatinska u svim službenim šematizmima Pravoslavne crkve izdanima prije Milaševe uprave dalmatinskom eparhijom, kada god bi se o crkvama i manastirima povela riječ, navodi da o njima nema povijesnih podataka.